# Steve Keirn
Stephen Paul Keirn (Tampa, 10 settembre 1951) è un ex wrestler statunitense, noto per aver fatto parte dei Fabulous Ones, insieme a Stan Lane.
Nel 1991, approdò in World Wrestling Federation usando il ring name di Skinner e aveva la gimmick del cacciatore di coccodrilli. Più tardi, interpretò anche, occasionalmente, la gimmick di Doink the Clown.

## Carriera

### NWA e CWA (1980-1991)

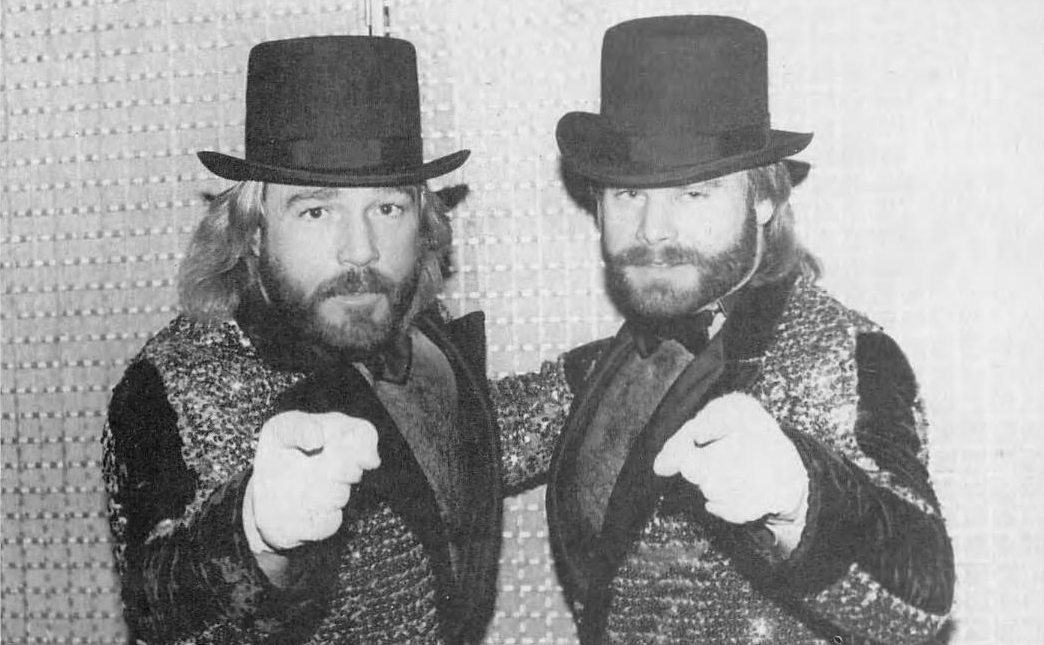
I Fabulous Ones nel 1985

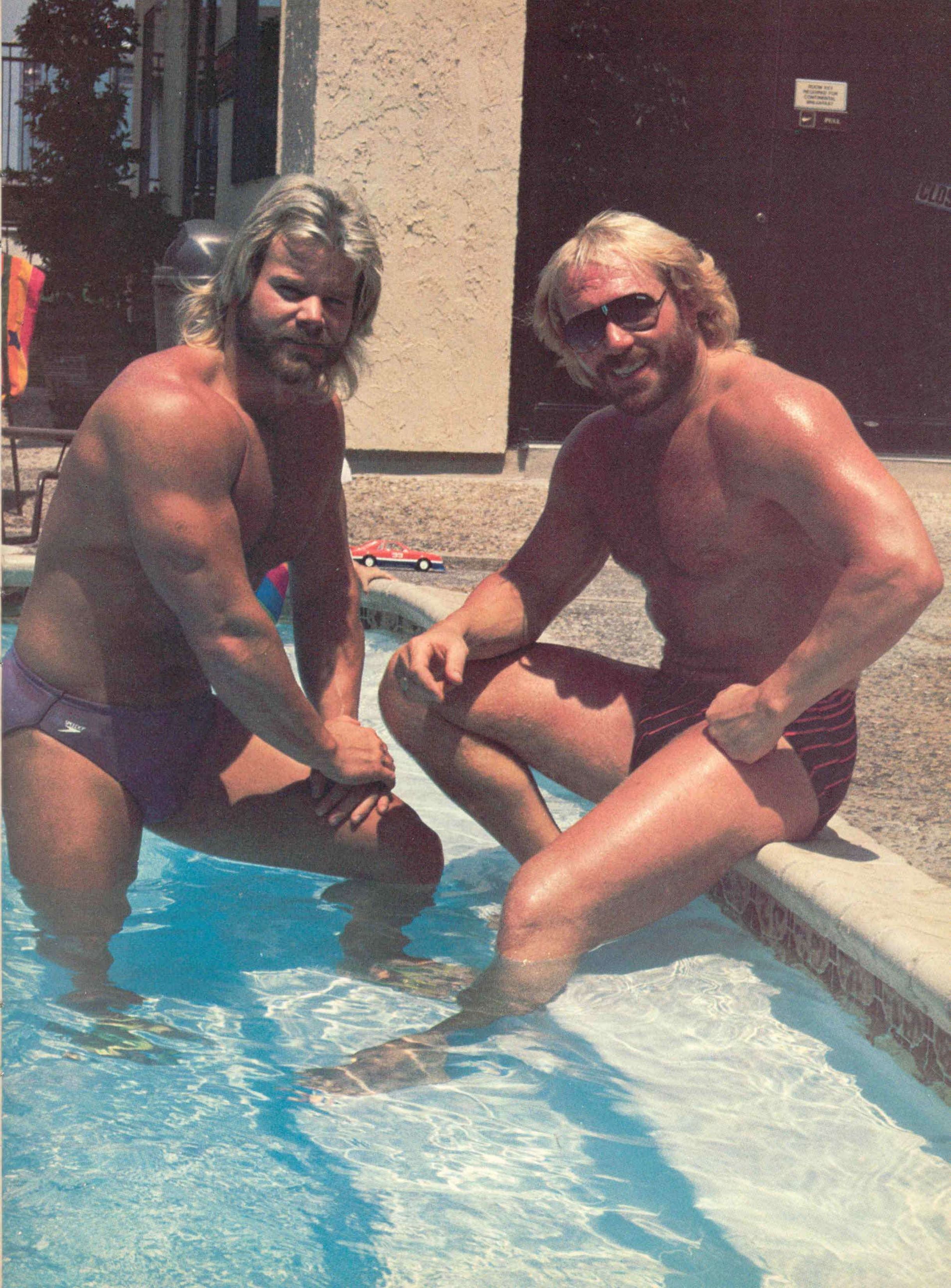
Stan Lane e Steve Keirn (1985)

Keirn fu principalmente un lottatore di coppia. Durante il suo stint in National Wrestling Alliance, ebbe dodici regni come NWA Florida Tag Team Champion e uno come NWA United States Tag Team Champion. Nel 1980 e nel 1981, vinse molti titoli in Florida e in Georgia come l'NWA World Junior Heavyweight Championship sconfiggendo Chavo Guerrero. Lo rivinse in seguito col nome di NWA International Junior Heavyweight Championship, poi vinse l'NWA National Television Championship per due volte, sconfiggendo una volta Terry Funk e una Kevin Sullivan. Nel 1981, Keirn iniziò anche a lottare in Tennessee nella Continental Wrestling Association (CWA). Qui migliorò come wrestler singolo e arrivò a vincere l'AWA Southern Heavyweight Championship. Vinse anche l'NWA Mid-America Heavyweight Championship per due volte. Qui poi riformò la coppia con Stan Lane e i due conquistarono gli AWA Southern Tag Team Championship per 14 volte e per due volte vinsero i CWA World Tag Team Championship. Lottarono insieme vincendo diversi titoli fino al 1991, anno nel quale Keirn passò alla WWF.

### World Wrestling Federation (1991-1993)
Nell'estate del 1991, Keirn debuttò in WWF con il ring name di Skinner e la gimmick del rude cacciatore di coccodrilli. Tra i suoi migliori successi, ci fu la partecipazione al King of the Ring edizione 1991, dove eliminò Virgil al primo turno ma perse contro Bret Hart al secondo. Ottenne poi una title shot per il WWF Intercontinental Championship a This Tuesday in Texas il 3 dicembre 1991, ma perse contro Hart per sottomissione. A Wrestlemania VIII, sfidò il fratello di Bret, Owen Hart, contro il quale perse in un minuto e undici secondi. Raramente, interpretava anche la gimmick di Doink the Clown e a Wrestlemania IX, Keirn aiutò l'originale Doink a sconfiggere Crush.

### World Championship Wrestling (1994)
Insieme a Bobby Eaton, Keirn passò poi alla World Championship Wrestling in un tag team conosciuto come "Bad Attitude". Nonostante la loro fama come wrestlers, i due ebbero uno scarso successo e non riuscirono mai a conquistare i WCW World Tag Team Championship. Successivamente Keirn si mise una maschera e iniziò degli angle in cui attaccava Hulk Hogan durante i match.

### Ritiro e presidente della Florida Championship Wrestling (1994-2012)
Sin dagli anni ottanta, Keirn aveva aperto una scuola di wrestling chiamata "Professional Wrestling School of Hard Knocks" a Tampa. Allenò molti talenti come Mike Awesome, Dennis Knight, Joe Clapp, Diamond Dallas Page, Goldust e Tracy Smothers. Nel 2007, la scuola è stata comprata dalla WWE ed è stata annessa alla Florida Championship Wrestling, federazione di sviluppo. Keirn faceva regolari apparizioni per la FCW, della quale era il presidente, fino alla sua chiusura nell'agosto 2012.

## Titoli e riconoscimenti
Pro Wrestling Illustrated
- 132º tra i 500 migliori wrestler singoli nella "PWI Years" (2003)

Century Wrestling Alliance
- CWA Television Championship (1)

Championship Wrestling from Florida
- NWA Brass Knuckles Championship (Florida version) (1)
- NWA Florida Heavyweight Championship (5)
- NWA Florida Tag Team Championship (12 - 9 con Mike Graham - 1 con Jimmy Garvin - 1 con Bob Backlund - 1 con Brian Blair)
- NWA Florida Television Championship (1)
- NWA North America Tag Team Championship (Florida version) (1 - con Mike Graham)
- NWA Southern Heavyweight Championship (Florida version) (2)
- NWA United States Tag Team Championship (Florida version) (5 - 3 con Mike Graham - 2 con Stan Lane)

Georgia Championship Wrestling
- NWA Georgia Heavyweight Championship (1)
- NWA Georgia Tag Team Championship (1 - con Mr. Wrestling)
- NWA National Television Championship (2)

NWA Hollywood Wrestling
- NWA International Junior Heavyweight Championship (1)

NWA Mid-America / Continental Wrestling Association
- AWA Southern Heavyweight Championship (1)
- AWA Southern Tag Team Championship (17 - 14 con Stan Lane - 2 con Bill Dundee - 1 con Terry Taylor)
- CWA International Tag Team Championship (1 - con Mark Starr)
- CWA World Tag Team Championship (2 - con Stan Lane)
- NWA Mid-America Heavyweight Championship (2)

Southwest Championship Wrestling
- SCW World Tag Team Championship (1 - con Stan Lane)

United States Wrestling Association
- USWA World Tag Team Championship (1 - con Stan Lane)